# Brand New
Brand New era uma banda de rock alternativo, liderada por Jesse Lacey, contando com o guitarrista Vincent Accardi, o baixista e guitarrista Garrett Tierney e o baterista Brian Lane. A banda foi formada em Merrick, Nova York, no ano 2000.  
No final da década de 1990, em Levittown, Nova York, Jesse Lacey, Garrett Tierney e Brian Lane eram todos membros da banda The Rookie Lot. Eles finalmente se separaram dos outros membros do grupo e, em 2000, formaram Brand New em Merrick, Nova York. A banda assinou o Triple Crown Records e, em 2001, lançou seu álbum de estúdio de estréia, Your Favorite Weapon. Seu segundo álbum, Deja Entendu, foi lançado em 2003 e marcou uma mudança estilística para a banda, que conquistou uma recepção crítica extremamente positiva. Os dois primeiros singles do álbum, "The Quiet Things That No One Ever Knows" e "Sic Transit Gloria ... Glory Fades", ambos receberam airplay na MTV2 e Fuse TV, entrando no top 40 no Reino Unido Singles Chart. Deja Entendu foi eventualmente ouro certificado nos Estados Unidos.  
Brand New mudou-se para a Interscope Records e lançou o aclamado pela crítica The Devil e God Are Raging Inside Me em 2006. "Jesus Christ" tornou-se seu single de gráficos mais alto nos EUA, atingindo o número 30 no gráfico das Canções Alternativas. Em março de 2008, a banda começou sua própria gravadora, chamada Procrastinate! Traidores de música. O seu quarto álbum, Daisy, foi lançado em 2009 e se tornou seu maior álbum de gráficos nos EUA, atingindo o número seis no Billboard 200. A banda lançou dois singles não-álbuns seguindo Daisy, "Mene" em abril de 2015 e "I Am a Nightmare "em maio de 2016. Brand New surpresa - lançou seu quinto álbum Science Fiction em 17 de agosto de 2017, dois dias depois de anunciar seu lançamento em vinil. Recebendo aclamação crítica e sucesso comercial, tornou-se o primeiro álbum número um do Brand New no Billboard 200.
A banda entrou em um hiato em Agosto de 2017, e posteriormente ficou inativa em Novembro do mesmo ano, após acusações de assédio sexual surgirem contra Jesse Lacey, vocalista e guitarrista da banda. Não houve nenhuma confirmação de uma separação após o começo da inatividade por nenhum membro da banda.

## Integrantes

#### Última formação
- Jesse Lacey – voz principal, guitarra rítmica (2000–2017; 2024)
- Vincent Accardi – guitarra, vocal de apoio (2000–2017; 2024)
- Garrett Tierney – baixo, vocal de apoio (2000–2017; 2024)
- Brian Lane – bateria, percussão (2000–2017; 2024)

#### Ex-integrantes
- Derrick Sherman – teclados, guitarra (2009–2013; membro de turnê 2005–2009)

## Discografia

#### Álbuns de estúdio
- (2001) Your Favorite Weapon
- (2003) Deja Entendu
- (2006) The Devil and God Are Raging Inside Me
- (2009) Daisy
- (2017) Science Fiction